# Вануату
Вануату, званично Република Вануату, је острвска држава у јужном Тихом океану. Архипелаг се налази 1.750 km источно од Аустралије, 500 km североисточно од Нове Каледоније, западно од Фиџија и јужно од Соломонских Острва.
Прво је била насељена меланезијским становништвом, а први Европљани који су посјетили острва била је шпанска експедиција коју је предводио португалски морепловац Фернандес де Кеирос, који је стигао на највеће острво — Еспириту Санто, 1606. године. Он је преузео архипелаг за Шпанију, као дио колонијалне Шпанске Источне Индије и назвао га Ла Аустриалија дел Еспириту Санто.
Током 1880-их, Француска и Уједињено Краљевство су полагале право на дјелове архипелага, а 1906. године договориле су се око оквира за заједничко управљање архипелагом као Новим Хебридима кроз англо-француски кондоминијум.
Покрет за независност настао је 1970-их, а Република Вануату је основана 1980. године. Од стицања независности, земља је постала чланица Уједињених нација, Комонвелта нација, Франкофоније и Форума пацифичких острва.

## Историја

### Праисторија
Историја Вануатуа прије европске колонизације није у потпуности позната због недостатка писаних извора до тог тренутка и због тога што су вођени само ограничени археолошки радови; нестална геологија и клима на архипелагу су такође вјероватно уништили или сакрили многа праисторијска налазишта. Археолошки докази прикупљени од 1980-их подржавају теорију да су острва Вануатуа први пут насељена прије око 3.000 година, у периоду између око 1100. п. н. е. и 700. године прије нове ере. Сматра се да су то скоро сигурно били људи лапитачке културе. Раније широко распрострањена теорија да је Вануату можда био само маргинално погођен овом културом постала је застарела доказима откривеним током каснијих деценија на бројним локацијама на већини острва у архипелагу, у распону од Острва Банкс на сјеверу до Анејтјума на југу.
Значајна мјеста Лапита укључују Теуму на острву Ефате, Урипив и Вао на обали Малакуле и Макуе на острву Аоре. Ископано је неколико древних гробница, а у Теуми Ефатеу откривено је велико древно гробље које садржи посмртне остатке 94 особе. Откривени су и локалитети у Ефатеу и на сусједним острвима Лелепа и Еретока, који су повезани са поглавицом или поглавицама из 16. и 17. вијека по имену Рој Мата, што може да буде и титула коју су носили различити мушкарци током неколико генерација. За Рој Мата се сматра да је ујединио локалне кланове и успоставио и предсједавао периодом мира.
Приче о Рој Мати потичу из локалне усмене традиције и у складу су са вјековима старим доказима откривеним на археолошким налазиштима. Локације Лапита постале су прво мјесто Свјетске баштине у Вануатуу 2008. године.
Непосредно поријекло Лапита је на сјеверозападу, на Соломоновим острвима и Бизмарковом архипелагу у Папуи Новој Гвинеји, иако су ДНК студије скелета старог 3.000 година пронађеног у близини Порт Виле 2016. године показале да су неки можда стигли директно са Филипина и/или Тајвана, уз само кратку паузу на путу. Са собом су донијели усјеве као што су јам, таро и банане, као и домаће животиње као што су свиње и кокошке. Њихов долазак се поклапа са изумирањем неколико врста, као што су копнени крокодил (Mekosuchus kalpokasi), копнена корњача (Meiolania damelipi) и разне врсте птица које не лете. Насеља Лапита су у највећој мјери долазила до Тонге и Самое.
Временом је лапита култура изгубила велики дио свог раног јединства; као такав постајао је све више подијељен, а тачни разлози за то су непознати. Током вјекова грнчарска пракса, насељавање и сахрањивање су еволуирали у више локализованом правцу, а смањена је трговине на велике удаљености и миграција. Одређена ограничена трговина на велике удаљености се наставила; слична културна пракса и предмети из касног периода такође су пронађени на Фиџију, Новој Каледонији, Бизмарковом архипелагу и Соломоновим Острвима. Налази у централном и јужном Вануатуу, као што су карактеристичне тепсије, такође указују на неке трговачке везе са полинезијским народима на истоку, а можда и на кретање становништва.
Сматра се да су се временом Лапита или помијешали са мигрантима који су долазили из Бизмарковог архипелага и других мјеста у Меланезији или су дјеловали као зачетници, стварајући на крају физиономију тамније пути која је типична за савремени Вануату народ. Лингвистички, аустронежански језици народа Лапита су задржани, при чему су сви од бројних 100 и више аутохтоних језика Вануатуа класификовани као припадајући океанском огранку аустронежанске породице језика.
Језички хипердиверзитет је резултат бројних фактора, као што су стални талас миграција, постојање бројних децентрализованих и углавном самодовољних заједница, непријатељстава међу групама људи, при чему ниједна није у стању да доминира било којом другом и тешке географије архипелага која је ометала путовања и комуникацију међу и унутар острва. Геолошки записи су такође показали да се огромна вулканска ерупција догодила на Амбриму око 200. године нове ере, која би опустошила локално становништво и вјероватно резултирала даљим помјерањем становништва.

### Долазак Европљана (1606–1906)
Европљани су се први пут искрцали на острва Вануату у априлу 1606. године, када је португалски истраживач Педро Фернандес де Кеирос, пловећи за шпанску круну, отпловио из Каљаоа, прошао је поред острва Банкс, кратко пристао на Гауу (коју је назвао Санта Марија), а затим је наставио на југ и стигао до највећег острва, које је назвао Ла Аустриалија дел Еспириту Санто или „Јужна земља Светог Духа“, вјерујући да је стигао на Тера Аустралис. Шпанци су основали краткотрајно насеље под именом Нуева Јерусалем у Великом заливу на сјеверној страни острва.
Односи са домородачким становништвом су у почетку били пријатељски, али због лошег третмана локалног становништва од стране Шпанаца, ситуација се погоршала и постала је  насилна. Многи чланови посаде, укључујући Кеироса, патили су од лошег здравља, а Кеиросово ментално стање се такође погоршавало. Насеље је напуштено након мјесец дана, а Кеирос је наставио потрагу за јужним континентом.
Европљани су се вратили тек 1768. године, када је француски истраживач Луј Антоан де Бугенвил опловио острва 22. маја, дајући им име Велики Киклади. Од разних француских топонима које је осмислио Бугенвил, само је острво Пентекост задржало свој назив.
Французи су се искрцали на Аобу, тргујући са домородачким народом на миран начин, иако је Бугенвил изјавио да су касније нападнути, због чега је морао да испали хице упозорења из својих мускета, прије него што је његова посада отишла и наставила путовање. Од јула до септембра 1774. године, острва је опширно истражио британски истраживач капетан Џејмс Кук, који их је назвао Нови Хебриди, по Хебридима код западне обале Шкотске, називу који је трајао до независности 1980. Кук је успио да одржи углавном добре односе са локалним становништвом дајући им поклоне и уздржавајући се од насиља.
Године 1789, Вилијам Блај и остатак његове посаде су пловили кроз острва Банкс на свом повратном путовању за Тимор након Побуне на броду Баунти; Блај се касније вратио на острва, дајући им име по свом добротвору Џозефу Бенксу.
Китоловци су били међу првим редовним посјетиоцима. Прва забиљежена посјета била је од стране брода Роуз у фебруару 1804. године, а посљедња позната посјета била је од стране брода Џон и Винтроп из Њу Бедфорда 1887. године. Године 1825. откриће сандаловине на острву Ероманго од стране трговца Петера Дилона, веома цијењеног као тамјан у Кини гдје је могао да се мијења за чај, резултирало је налетом придошлица која се завршила 1830. године, након сукоба између имигрантских полинезијских радника и домородаца. Дрвеће сандаловине пронађено је и на Ефатеу, Еспириту Сантоу и Анеитијуму, што је изазвало низ успона и падова, а залихе су исцрпљене средином 1860-их и трговина је углавном престала.
Током 1860-их, плантажери у Аустралији, Фиџију, Новој Каледонији и самоанским острвима, којима су били потребни радници, подстицали су дугорочну уговорну трговину радном снагом звану „црни косови“. На врхунцу трговине радном снагом, више од половине одрасле мушке популације на неколико острва радило је у иностранству. Због тога, као и лоших услова и злостављања са којима су се радници често суочавали, као и уношења уобичајених болести на које старосједиоци Вануатуа нису имали имунитет, популација становништва је значајно опадала, при чему је садашња популација знатно смањена у поређењу са временом прије доласка Европљана. Већи надзор над трговином довео је до тога да се она постепено гаси, а Аустралија је 1906. године забранила било какве даље раднике „црне косове“, а затим су забрану увели Фиџи 1910. и Самоа 1913. године.
Од 1839. године, мисионари, и римокатолици и протестанти, почели су да долазе на острва. У почетку су се суочили са непријатељством, посебно са убиствима Џона Вилијамса и Џејмса Хариса из Лондонског мисионарског друштва на Еромангу 1839. године. Упркос томе, они су вршили притисак, што је резултирало многим преобраћањима, али је локално становништво спајало хришћанство са традиционалним вјеровањима кастом. Англиканска меланезијска мисија је такође повела неке младе преобраћенике на даље усавршавање на Новом Зеланду и Острву Норфок. Презвитеријански мисионари су били успјешни на Анејтјуму, али мање на Тани, јер су мисионари стално протјеривани са острва од стране локалног становништва у периоду од 1840-их до 1860-их. Сматра се да је непријатељски однос становништва можда дјелимично био због таласа болести и смрти које су мисионари нехотице донијели са собом.
Дошли су и други европски досељеници тражећи земљу за плантаже памука, а први од њих био је Хенри Рос Левин на Тани 1865. године, али је касније напустио. Када су међународне цијене памука пале након завршетка Америчког грађанског рата, прешли су на кафу, какао, банане и кокос који им је био најуспјешнији. У почетку су британски становници из Аустралије чинили већину досељеника, али уз малу подршку британске владе често су се борили да постигну успјех са својим насељима.
Француски плантажери су такође почели да пристижу, почевши од Фердинанда Шевиљарда на Ефате 1880. године, а касније у већем броју након што је Џон Хигинсон (профранцуски настројени Ирац) отворио Каледонску компанију Нових Хебрида (CCNH) а од 1882. године, преокренуо је равнотежу у корист француских досељеника. Француска влада је преузела CCNH 1894. године и активно је подстицала француско насеље. До 1906. године, француски досељеници, којих је било 401, били су бројнији од Британаца, којих је било 228, скоро два према један.

### Колонијално доба (1906–1980)

#### Рани период (1906–1945)
Мијешање француских и британских интереса на острвима и скоро безакоње које је преовладавало довели су до петиција да једна или друга од двије силе припоје територију. Конвенција од 16. октобра 1887. године успоставила је заједничку поморску комисију са искључивом сврхом заштите француских и британских грађана, без права на надлежност над унутрашњим домаћим пословима. Непријатељства између досељеника и локалног становништва била су уобичајена, често су била усредсређена на спорове око земљишта које је купљено у сумњивим околностима. Постојао је притисак француских досељеника у Новој Каледонији да анектирају острва, иако Британија није била вољна да се потпуно одрекне свог утицаја.
Године 1906. Француска и Уједињено Краљевство су се сложиле да заједнички управљају острвима; назван Англо-француски кондоминијум, то је био јединствен облик владавине, са два одвојена владајућа тијела, два правна, правосудна и финансијска система који су се спојили само у (слабом и неефикасном) заједничком суду. Експропријација земљишта и експлоатација радника Вануатуа на плантажама настављена је убрзано. У настојању да се сузбију најгоре злоупотребе, и уз подршку мисионара, овлашћења Кондоминијума су проширена преко Англо-француског протокола из 1914. године, иако је он формално ратификован тек 1922. године. Иако је то резултирало одређеним побољшањима, злоупотребе на раду су се наставиле и локалном становништву је било забрањено да добије држављанство било које државе, пошто су званично били апатриди. Недовољно финансирана влада кондоминијума показала се нефункционалном, са дуплирањем администрација које је отежало ефикасно управљање и одузимало вријеме. Образовање, здравство и друге сличне услуге остављене су у рукама мисионара.
Током 1920-их и 1930-их година, плаћени радници из Вијетнама, који је тада био дио Француске Индокине, долазили су да раде на плантажама на Новим Хебридима. До 1929. године било је око 6.000 Вијетнамаца на Новим Хебридима. Међу њима је било неких друштвених и политичких немира током 1940-их због лоших услова рада и друштвених ефеката савезничких трупа, које су генерално више саосјећале са њиховом невољом од плантажера. Већина Вијетнамаца је враћена у домовину 1946. и 1963. године, иако је данас у Вануатуу остала мала вијетнамска заједница.
Други свјетски рат донио је велике промјене на архипелагу. Пад Француске под окупацију нацистичке Њемачке 1940. године омогућио је Британији да стекне степен већег ауторитета на острвима. Аустралијска војска је стационирала снаге од 2.000 војника на Малакули у покушају да заштити Аустралију од могуће јапанске инвазије. Након јапанског напада на Перл Харбор 7. децембра 1941. Сједињене Америчке Државе су се придружиле рату на страни савезника; Јапан је брзо напредовао широм Меланезије и посједовао је већи дио данашње Папуе Нове Гвинеје и Соломонових острва до априла 1942. године, остављајући Нове Хебриде на првој линији сваког даљег напредовања. Да би се то спријечило, од маја 1942. године америчке трупе су биле стациониране на острвима, гдје су изградиле писте, путеве, војне базе на Ефатеу и Еспирито Санту, као и бројне друге пратеће инфраструктуре.
На врхунцу распоређивања, око 50.000 Американаца је било стационирано у двије војне базе, што је било више од домородачког становништва од отприлике 40.000, са још хиљадама савезничких трупа које су у неком тренутку пролазиле кроз острва. Мале снаге домородаца од око 200 људи (Одбрамбене снаге Нових Хебрида) су основане да подрже Американце, а хиљаде других је било ангажовано на пословима изградње и одржавања као дио Радничког корпуса Вануатуа. Америчко присуство је практично избацило англо-француске власти за вријеме њиховог боравка, са толерантнијим и пријатељским односом Американаца према локалном становништву, неформалним навикама, релативном богатству и присуством афроамеричких трупа које служе са дипломом једнакости (иако у сегрегираној сили) која озбиљно подрива основни етос колонијалне супериорности.
Ратни Вануату је био радња за роман Џејмса Миченера Приче о јужном Пацифику.
Са успјешном поновном окупацијом Соломонових острва 1943. године, Нови Хебриди су изгубили свој стратешки значај, а Американци су се повукли 1945. године, продавши велики дио своје опреме по повољним цијенама, а остатак бацивши у море, на мјесто које се сада зове Тачка од милион долара на Еспириту Санту. Брзо америчко распоређивање и повлачење довели су до раста „карго култова“, прије свега оног Џона Фрума, при чему су се домородци надали да ће им се враћањем традиционалним вриједностима, уз опонашање аспеката америчког присуства, испоручити „карго“, односно велике количине америчког добра. У међувремену, Влада кондоминијума се вратила, иако није имала довољно особља и средстава, борила се да поново успостави свој ауторитет.

#### Пут ка независности (1945–1980)
Деколонизација је почела да захвата европска царства након рата, а од 1950-их влада кондоминијума је започела са донекле закашњелом кампањом модернизације и економског развоја. Изграђене су болнице, обучени љекари и спроведене кампање имунизације. Неадекватан школски систем који су водили мисионари је преузет и побољшан, при чему се упис у основну школу увшелико повећао и постао скоро универзалан до 1970. године. Постојао је већи надзор над плантажама, при чему је експлоатација радника била ограничена, а локално становништво је добијало веће плате.
Основане су нове индустрије, као што су сточарство, комерцијални риболов и експлоатација мангана. Домороци су почели постепено да преузимају више позиција моћи и утицаја унутар привреде и цркве. Упркос томе, Британци и Французи су и даље доминирали политиком колоније, са Савјетодавним савјетом који је основан 1957. године и који је садржао неке представнике домородаца који су имали малу моћ.
Међутим, економски развој је са собом донио нежељене посљедице. Током 1960-их, многи засадници су почели да ограде и крче велике површине грмља за узгој стоке, које су домороци често сматрали заједничким кастомима. На Еспириту Санту, покрет Нагријамел су 1966. основали поглавица Булук и Џими Стивенс на платформи противљења било каквом даљем уклањању земљишта и постепеном економском развоју под вођством домородаца. Покрет је стекао много сљедбеника, што је довело до гушења од стране власти, а Булук и Стивенс су ухапшени 1967. године. Након пуштања на слободу, почели су да врше притисак за потпуну независност. Године 1971. отац Валтер Лини је основао другу странку: Културно удружење Нових Хебрида, која је касније преименована у Националну партију Нових Хебрида (НХНП), а која се такође фокусирала на постизање независности и противљење експропријацији земље. ННДП је први пут дошла до изражаја 1971. године, када је влада кондоминијума била принуђена да интервенише након налета спекулације са земљиштем од стране страних држављана.
У међувремену, француски досељеници, франкофони и мјешовити припадници домородачког становништва, основали су двије одвојене странке на платформи постепеног политичког развоја: Аутономистички покрет Нових Хебрида (МАНХ) на Еспириту Санту, и Савез заједница Нових Хебрида (УЦНХ) Ефатеу. Странке су се усагласиле на језичким и вјерским принципима; НХНП је виђена као странка англофонских протестаната, а подржавали су је Британци који су жељели да у потпуности напусте колонију, док су МАНХ, УЦНХ, Нагријамел и други (заједно познати као 'Умјерени ') представљали католичке франкофоне интересе и постепенији пут ка независности. Француска је подржавала те групе јер су хтјели да задрже свој утицај у региону, посебно у својој колонији богатој минералима Новој Каледонији гдје су покушавали да сузбију покрет за независност.
Економски развој се наставио са бројним банкама и финансијским центрима који су се отворили почетком 1970-их како би искористили статус пореског раја територије. У Порт Вили је почела експанзија у изградњи мини зграда и, након изградње дубокоморског пристаништа, туризам на крузерима је брзо растао, са годишњим доласцима који су достигли 40.000 до 1977. године. Развој је подстакао све већу урбанизацију и становништво Порт Виле и Луганвила је брзо расло.
У новембру 1974. године, Британци и Французи су се састали и договорили да у колонији оснују Заступничку скупштину, дјелимично засновану на општем праву гласа, а дијелом на именованим особама које представљају различите интересне групе. Први избори одржани су у новембру 1975. године, на којима је побиједила странка НХНП. Умјерени су оспорили резултате, а Џими Стивенс је пријетио да ће се отцијепити и прогласити независност. Стални комесари Кондоминијума одлучили су да одложе отварање Скупштине, иако се показало да двије стране нису у стању да се договоре око рјешења, што је изазвало протесте и контрапротесте, од којих су неки добили насилни карактер. Послије дискусија и неколико нових избора у спорним областима, Скупштина се коначно састала у новембру 1976. године. НХНП је себе преименовала у Vanua'aku Pati (ВП) 1977. године и подржавала је тренутну независност под јаком централном владом и англицизацијом острва. Умјерени су у међувремену подржавали постепенију транзицију ка независности и федералном систему, уз одржавање француског као службеног језика.
У марту 1977. одржана је заједничка конференција Енглеза, Француза и домородаца у Лондону, на којој је договорено да се одрже нови скупштински избори и касније референдум о независности 1980. године; ВП је бојкотовала конференцију и наредне изборе у новембру. Они су успоставили паралелну „Привремену Народну владу“ која је имала де факто контролу над многим областима, што је изазвало насилне сукобе са Умјеренима и владом Кондоминијума.
На крају је постигнут компромис, формирана је Влада националног јединства према новом уставу и нови избори одржани су у новембру 1979. године, на којима је ВП побиједила великом већином и проглашење независности је заказано за 30. јул 1980. године. Остваривши лошији учинак него што се очекивало, Умјерени су оспорили резултате.
Тензије су се наставиле током 1980. године. До насилних сукоба дошло је између присталица ВП и Умјерених на неколико острва. На Еспириту Санто Нагријамел и умјерени активисти под Џимијем Стивенсом, које је финансирала америчка либертаријанска организација Феникс фондација, преузели су владу острва у јануару и прогласили независну Републику Вемарану, што је навело присталице ВП да побјегну, а централну владу да уведе блокаду. У мају је на Тани избила неуспјела побуна Умјерених, током које је један од њихових вођа убијен. Британци и Французи су послали трупе у јулу у покушају да предупреде сецесионисте Вемаране, али су Французи, који су и даље били амбивалентни по питању независности, ефикасно онеспособили те снаге, што је довело до колапса закона и реда на Еспириту Санту и резултирало је пљачком великих размјера.

## Географија

### Положај
Површина државе износи 12.190 km².
Вануату је архипелаг који се састоји од 83 острва, од којих два — Матју и Хантер, припадају француској прекоокеанској територији Нова Каледонија. Од 83 острва, 14 имају преко сто квадратних километара:
- Еспириту Санто (3956 km²)
- Малакула (2041 km²)
- Ефате (900 km²)
- Ероманго (888 km²)
- Амбрум (678 km²)
- Тана (555 km²)
- Пентекост (491 km²)
- Епи (445 km²)
- Амбе или Оба (402 km²)
- Вануа Лава (334 km²)
- Гауа (328 km²)
- Мево (304 km²)
- Мало (180 km²)
- Анатом или Анетијум (159 km²)

### Геологија и рељеф
Већина острва су планинска и вулканског поријекла. Највиша тачка на Вануату је планина Табвемасана, висока 1879 m, на острву Еспириту Санту. Вануату има неколико активних вулкана, као и неколико подморских вулкана. Вулканска активност је честа и научници сматрају да може доћи до велике ерупције. Једна од великих вулканских ерупција је погодила острво 1945. године.

### Клима
На острвима влада тропска или суптропска клима. Количина падавина у просјеку износи 2.360 милиметара годишње, док на сјеверним острвима може да изнесе и до 4.000 милиметара.
Са својим густим шумама, припада аустралијској екозони, којој припадају и области Нове Каледоније и Соломонових Острва (као и Аустралија, Нова Гвинеја и Нови Зеланд).

## Политичко уређење
Вануату има републикански политички систем на челу са предсједником, који углавном има церемонијалну улогу. Бира се на пет година са двије трећине гласова у Парламенту и Регионалног савјета. Предсједнику могу да се одузму права и титула ако парламент установи да је дошло до великог прекорачења предсједничких права. Да би се изабрао премијер, потребно је три четвртине кворума у Парламенту. Премијер има моћ да постави (и уклони) министре у својој влади. Максимални број министара у влади не смије да пређе једну четвртину укупног броја посланика у парламенту.
Парламент се састоји од 52 члана који се бирају на општим изборима. Посланици у парламенту се могу опозвати уколико предсједник или премијер утврде да је дошло до прекорачења у коришћењу посланичких надлежности. Народни савјет поглавица је тијело које савјетује владу по свим питањима везаним за културу и језик Вануатуа. Понекад је случај да се парламент током гласања подијели по лингвистичкој линији на оне које говоре француски језик и на оне које говоре енглески језик. Та подјела је знатно израженија када се формирају коалиције и када дође до језичких баријера између оних који само говоре француски и оних који говоре само енглески језик. Врховни суд се састоји од врховног судије и три помоћне судије. Правни систем је основан по угледу на британски правни систем.

### Међународни односи и војска
Република Вануату је члан Азијске банке за развој, Свјетске банке, Међународног монетарног фонда, француске Агенције за културну и техничку кооперацију (Agence de Coopération Culturelle et Technique), организације за игре Франкофоније, као и члан Комонвелта нација.
Аустралија, Европска унија, Уједињено Краљевство, Француска и Нови Зеланд су почев од 1980. године били главни донатори финансијске помоћи. Директна финансијска помоћ из Велике Британије је престала 2005. године када је влада Велике Британије одлучила да се не фокусира на јужни Пацифик. Агенција из САД „Изазов миленијума“ (US Millenium Challenge Agency - MCA) и кинеска влада су два нова извора финансијске помоћи. Америчка агенција је финансијски помогла Вануатуу током 2005. године у износу од 65 милиона америчких долара за развој инфраструктуре.
Вануату одржава посебно јаке економске и културне везе са Аустралијом, Европском унијом (нарочито Француском) и Новим Зеландом. Аустралија је највећи донатор стране помоћи и великим дијелом финансира полицију Вануатуа.
Војска је веома мала и чини је 300 добровољаца. Полиција има и парамилитарно крило звано „Покретачка снага Вануатуа“.

## Административна подела
Од 1994. године Вануату је подијељен на шест административних провинција (свака провинција има по неколико острва).
1. Малампа (острва која чине провинцију Малакула, Амбрум и Пама)
2. Пенама (Пентекост, Амбе, Мево) на француском
3. Санма (Санто, Мало)
4. Шефа (Шепард група, Ефате) на француском
5. Тафе (Тана, Анива, Фатуна, Ероманго, Анетиум) на француском
6. Торба (Торес острва, Банкс острва)

Прије 1994. године (од 1985. до 1994. године) Вануату је био подијељен на једанаест региона:
1. Амбе и Мево (главни град Лонгана)
2. Амбрим (главни град Ес)
3. Банкс и Торес (главни град Сола)
4. Ефате (главни град Порт Вила)
5. Епи (главни град Рингдов)
6. Малекула (главни град Лакаторо)
7. Пама (главни град Лиро)
8. Пентекост (главни град Лолтонг)
9. Санто и Мало (главни град Луганвил)
10. Шепард (главни град Моруа)
11. Тафе (главни град Исангел)

## Становништво
Највећи градови су Порт Вила са 30.000 становника (главни град), који се налази на острву Ефате, као и Луганвил са 10.700 становника, на острву Еспириту Санту. Највећи дио становништва живи у руралним областима.
Домороци чине 98,5% укупног становништва. Они припадају етничкој групи Меланежана. Око 2.000 људи живи и ради на Новој Каледонији. Новостворени језик назван бислама је национални језик, али су француски и енглески такође званични језици. Домороци меланезијског порекла говоре око 105 локалних дијалеката.
Хришћанство је имало великог утицаја на становништво. Око 90% укупног становништва је хришћанске вјероисповести. Највећу групу чине презбитеријанци, а затим римокатолици и англиканци. Секта Џон Фрум је веома утицајна на острву Тана.
Према попису из 2020. године број становника износио је 298.333.
Старосна структура:
0-14 година: 31.7% (мушкарци 50 721/жене 48 607)
15-64 година: 63,4% (мушкарци 97 376/жене 101 135)
65 година и старије: 4,9% (мушкарци 7 486/жене 7 721) (2023)
Стопа раста становништва: 1,59% (процена за 2023)
Стопа рађања: 21,2 рођења/1.000 становника (2023)
Стопа смртности: 4 смрти/1.000 становника (2023)
Полна структура:
по рођењу: 1,05 мушкараца/жену млађе од 15 година: 1,04 мушкараца/жену
15-64 година: 0,96 мушкараца/жену
65 година и старије: 0,97 мушкараца/жену укупно становништво: 0,99 мушкараца/жену (2023)
Стопа смртности одојчади: 14 смрти/1.000 порођаја (2023)
Очекивана старост:
укупно становништво: 75,4 године; мушкарци: 73,7 године; жене: 77,2 године (2023)
Етничке групе: Вануату 99%, остало 1% (2020)

### Религије
1. презбитеријанце 27,2%,
2. адвентисти седмог дана 14,8%,
3. римокатолици 12,1%,
4. англиканци 12%,
5. христова црква 5%,
6. адвентисти 6,2%,
7. домородачке секте 3,1%,
8. мормони 1,8%,
9. друге 22.4%.

### Језици
1. локални језици и дијалекти (више од 100) 82,6%,
2. бислама језик 14,5%,
3. енглески језик (званични) 2,1%,
4. француски језик (званични) 0,8%.

Писменост:
Дефиниција: Становници стари 15 и више година који умеју да читају и пишу
1. Укупна писменост становништва: 89,1%
2. Писменост мушке популације: 89,8%
3. Писменост женске популације: 88.4% (2021)